# Bartomeu Muñoz i Calvet
Bartomeu Muñoz i Calvet és un polític català, nascut a Santa Coloma de Gramenet el 15 de juny de 1957; el seu pare, Blas Muñoz, fou alcalde de Santa Coloma durant el franquisme.

## Militància socialista
El 1974 inicià la seva activitat política com a militant de la Federació Catalana del PSOE, i, a causa del seu activisme antifranquista fou detingut el 1976.
Va ser elegit el 1981 primer secretari de la Federació V (Barcelona Nord) del PSC; aquest càrrec, que ocupà fins al 2009, li va permetre endegar projectes conjuntament amb els alcaldes de Badalona, Sant Adrià de Besòs, Montgat i Tiana.
Per altra banda, dins del PSOE, fou membre de la comissió de control financer (1988-2009) i de la Comissió Executiva Federal (2008-2009)

## Càrrecs públics
El 1983, Bartomeu Muñoz esdevingué regidor sense cartera de Santa Coloma així com diputat provincial de Barcelona; el 1988, sota la presidència de Manuel Royes, va ser nomenat diputat adjunt a l'àrea de cooperació de la Diputació de Barcelona.
Quan Manuela de Madre va haver de deixar l'alcaldia de Santa Coloma per motius de salut (2002), va succeir-la Bartomeu Muñoz, qui, el 2004, durant la presidència de Celestino Corbacho, assolí també el càrrec de vicepresident primer de la Diputació de Barcelona.
En les eleccions municipals del 2003, amb Muñoz com a cap de llista, el PSC aconseguí setze dels vint-i-set escons de l'Ajuntament de Santa Coloma, però, malgrat aquesta majoria absoluta, es va donar entrada a Iniciativa per Catalunya i CDC a l'equip de govern; en les eleccions del 2007, novament amb Muñoz com a cap de llista, el PSC passà a disset regidors, però, aquesta vegada governà en solitari perquè Iniciativa i CDC abandonaren la comissió de govern.

## Detenció i condemna
El 27 d'octubre del 2009 la Guàrdia Civil va detenir-lo per presumpta implicació en un afer de corrupció (operació Pretòria), juntament amb Macià Alavedra i Lluís Prenafeta (polítics vinculats a CDC). El dia 30 a la nit ingressà a la presó de Soto del Real per ordre del jutge Baltasar Garzón després d'haver estat traslladat a Madrid per declarar a l'Audiència Nacional
Pocs dies després, des de la presó, Bartomeu Muñoz va anunciar la dimissió de tots els seus càrrecs tant a les institucions com al partit, del qual també es donà de baixa. Fou condemnat a 5 anys, 8 mesos i 28 dies de presó i el decomís de 1,1 milions d'euros.